# Blasius Columban von Bender

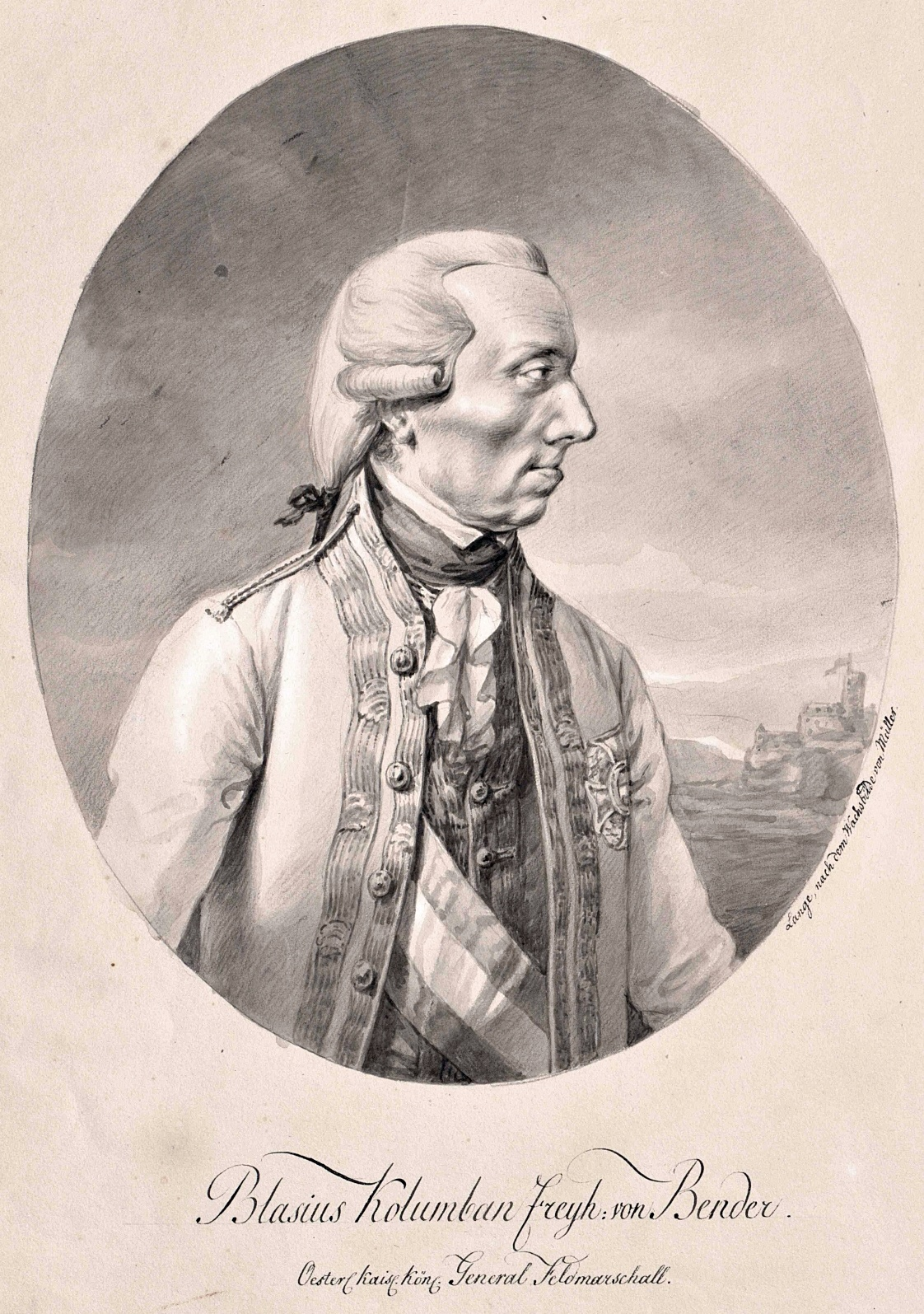
Eigentijds portret van Bender

Capitulatie van de Brusselse stadsmagistraat aan Bender op 2 december 1790

Blasius Columban von Bender (Gengenbach, 14 november 1713 – Praag, 20 september 1798) was een Oostenrijks officier en baron van Duitse afkomst. In dienst van de Habsburgse monarchie vocht hij in 29 militaire campagnes, twaalf veldslagen en zes belegeringen. Op hoge leeftijd leidde Bender het leger dat in 1790 de opstandige Belgische provincies heroverde, maar enkele jaren later moest hij het gebied prijsgeven aan de Franse revolutionairen. Ook de vesting Luxemburg, waarover hij het bevel voerde, viel in 1795 in Franse handen.

## Levensloop

### Afkomst en militaire loopbaan
Blaise Bender kwam uit de bourgeoisie van Gengenbach bij het Zwarte Woud. Zijn vader Johannes Casper Bender was een gemeenteambtenaar, zijn moeder Marie Eva Leutgardis Jüngling kwam uit Ehrstein. Hun zoon vervoegde het keizerlijke leger in 1733 en diende direct onder prins Eugenius van Savoye in de oorlog tegen het Russische keizerrijk. Campagnes brachten hem naar Silezië en de Nederlanden. Later nam hij deel aan de Zevenjarige Oorlog, waarin hij zich onderscheidde in Mollowitz, Praag, Striegau en Trautenau. Verschillende keren raakte hij ernstig gewond.
Gestage bevorderingen bracht hem in 1758 tot de graad van kolonel. Hij werd generaal-majoor in 1769 en veldmaarschalk-luitenant in 1775. Keizer Jozef II maakte hem in 1782 baron van het Heilige Roomse rijk, samen met vier van zijn neven. Drie jaar later kreeg hij als feldzeugmeister het bevel over de vesting Luxemburg en in 1790 werd hij ten slotte veldmaarschalk.

### Herovering van de Belgische provincies
De Oostenrijkse Nederlanden scheurden zich met de Brabantse revolutie van 1789 af van het rijk van keizer Jozef II. Het regeringsleger en de administratie zochten hun toevlucht in Luxemburg, waar het keizerlijke gezag nog intact was. Omdat er geen sprake van was dat generaal Richard d'Alton nog enige verantwoordelijkheid zou dragen, werd de 20 jaar oudere Feldzeugmeister Bender aangewezen om het verloren gebied te heroveren. op 13 augustus hakte hij het Patriottenleger in de pan, maar verloor een kleine veldslag op 3 september bij Coutisse. Op de 22ste won hij de slag bij Falmagne. Op 1 november marcheerde hij naar Namur en belegerd de stad. Op de 24ste nam hij de stad in. Hij marcheerde verder naar Mons en versloeg het gedemoraliseerde Patriottenleger, en belegerde daarna de stad zelf. Op de 30ste gaf de stad zich over.  Hij nam in December stad na stad in zonder verzet. Gouverneur-generaal Albert van Saksen-Teschen kon zijn functie weer opnemen. Bender werd behalve veldmaarschalk ook militair gouverneur en ontving het grootkruis van de Militaire Orde van Maria Theresia.

### Nederlagen tegen het revolutionaire Frankrijk
Na dit succes kreeg Bender te maken met de Franse Revolutionaire Oorlogen. De Franse inval plaatste hem in november 1792 tegenover generaal Dumouriez, wiens numerieke meerderheid en nieuwe taktiek de Slag bij Jemappes tot een Oostenrijkse nederlaag maakten. Het terugtrekken verliep gedisciplineerd en Bender verschanstte zich in Luxemburg. Toen de Fransen daar in november 1794 het beleg opsloegen, wijdde de 82-jarige veldmaarschalk zich aan het verdedigen van zijn vesting. Niet zonder bravoure wist hij een zeven maanden te weerstaan, maar na een mislukte uitval en onder druk van voedseltekort diende hij in juni te capituleren aan Hatry. Hierna nam Bender eervol ontslag en ging hij wonen in zijn Brusselse residentie. Hij stierf op reis tijdens een verblijf in Praag.

## Privé
Bender trouwde drie keer. Zijn anonieme eerste bruid moet op jonge leeftijd gestorven zijn. Hij hertrouwde met Jeanne Catherine Michael von Gutenthal en na haar dood in 1774 met Louise zu Isenburg und Büdingen in Philippseich, dochter van veldmaarschalk Willem Maurits van Isenburg-Büdingen.

## Hôtel Bender
De veldheer liet zijn naam aan het Hôtel Bender in Brussel bij het Warandepark. Het neoklassieke gebouw van de architecten Louis Montoyer en Barnabé Guimard werd opgetrokken in 1783 als residentie van de militaire gouverneur van de Oostenrijkse Nederlanden. Bender verbleef er in de periode 1790-1794. De residentie werd vanaf 1819 met het Hôtel Belgiojoso samengevoegd tot het Koninklijk Paleis van Brussel.